# スパークルシティ木更津
スパークルシティ木更津（SPARKLE CITY KISARAZU）は、株式会社日本リートが千葉県木更津市で運営している複合型施設。

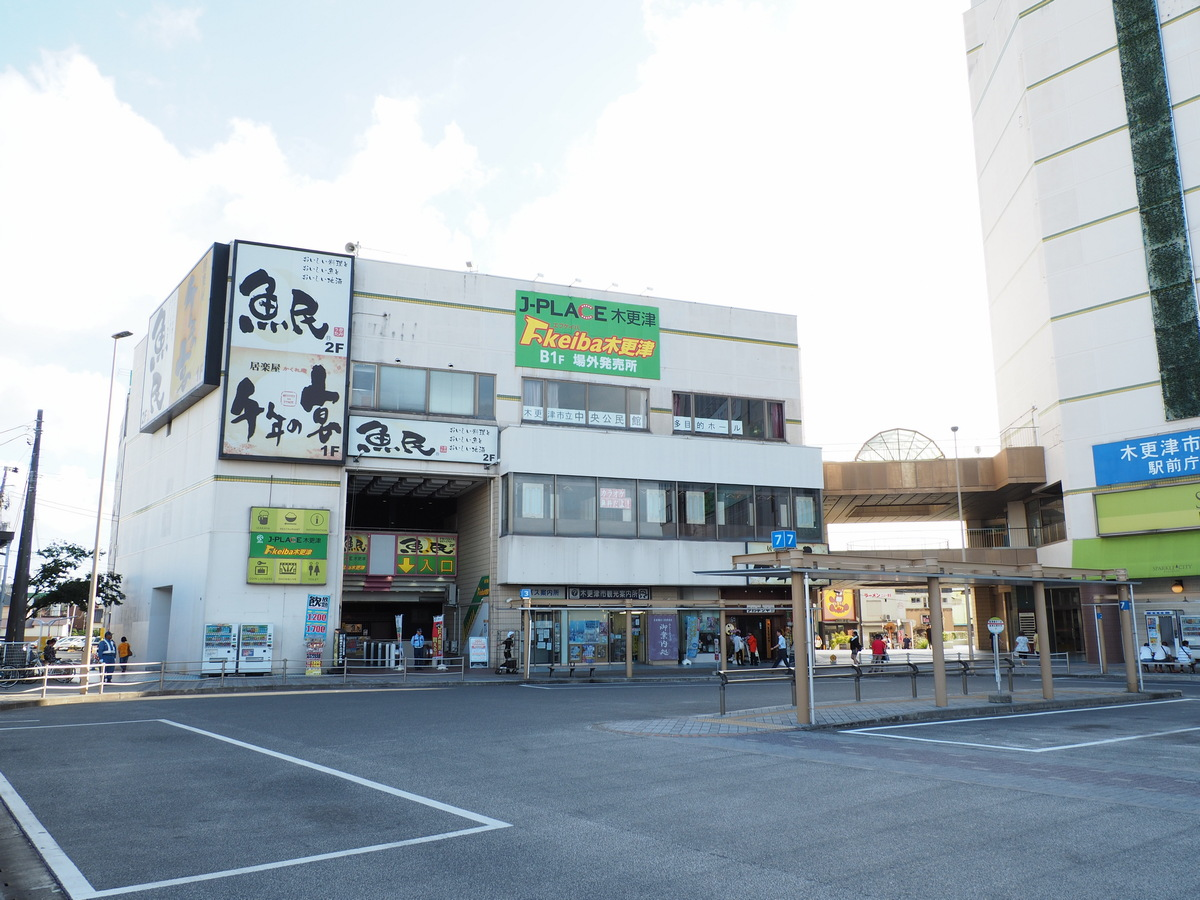
（別館のB館）（2019年8月）

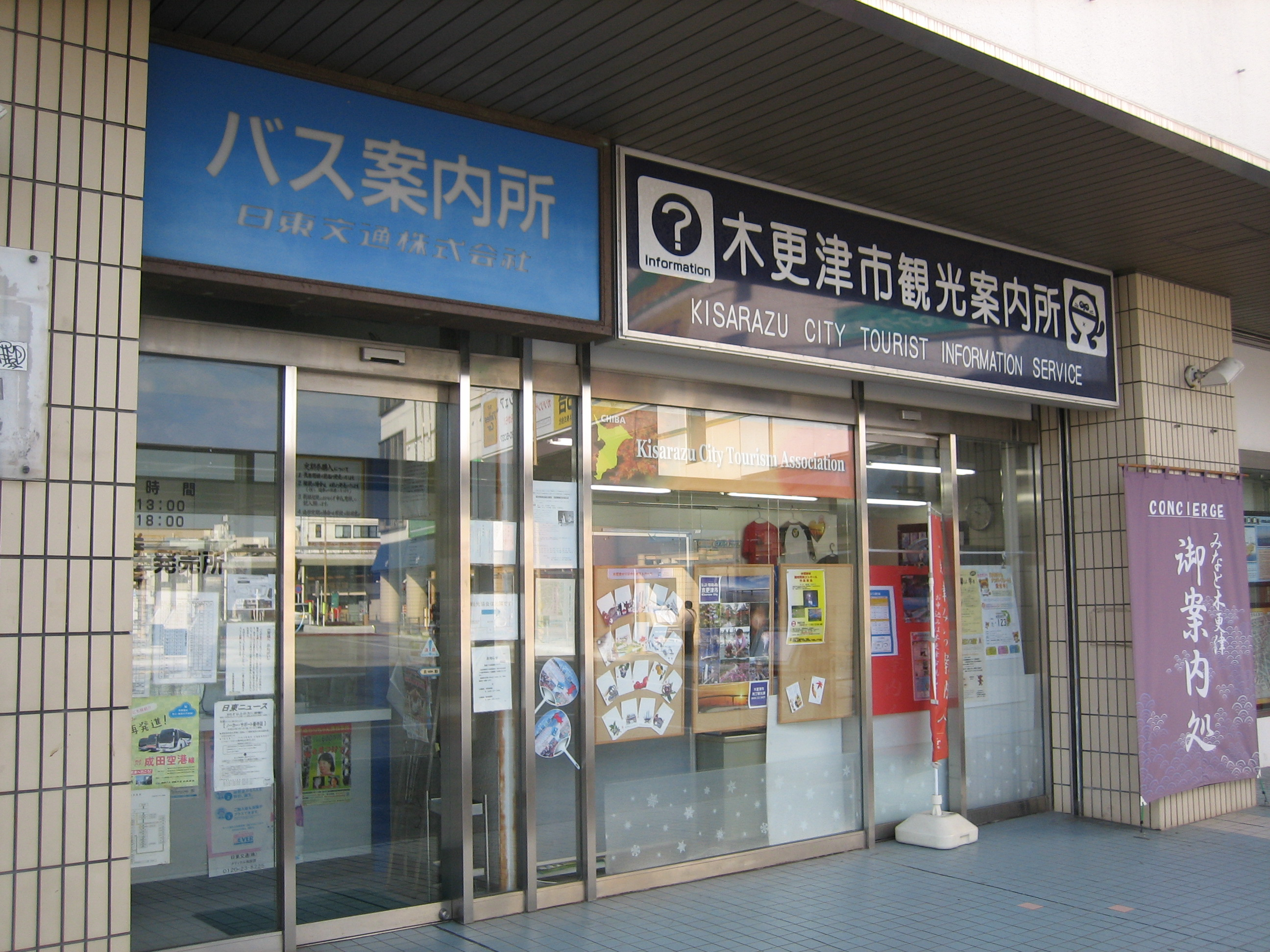
バス案内所と観光案内所

## 概要
西口駅前の再開発によって建設され、竣工から12年程百貨店サカモトそごう（木更津そごう）として営業していた。
7048平方メートルの敷地にあり、鉄骨鉄筋コンクリート造り。
地下2階から地上9階建て。
塔屋2階の本館「スパークルシティ木更津」と、一部鉄筋コンクリート造で地下1階、地上3階の別館「アクア木更津B館」の2棟で構成されている。
延べ床面積は約4万2679.03平方m。
館内やスパークルシティの屋上は舞台として提供されており、施設保有者の日本リートによれば『コード・ブルー -ドクターヘリ緊急救命-』、『木更津キャッツアイ』、『名探偵コナン』、『相棒』といったドラマ・映画の撮影地として活用されている。

## 沿革

### アインスビル
- 1988年3月 - 地方百貨店「サカモトそごう」を核テナントとした「ショッピングセンター アインス」として開業。
- 1997年5月15日 - 核テナントの運営会社がサカモトそごうから木更津そごうに商号を変更[2]。
- 2000年7月13日 - 核テナントの百貨店「木更津そごう」が撤退、木更津そごうは経営を断念し自己破産となった。

### アクア木更津
- 2004年4月28日 - 食品スーパーや雑貨店を核としたショッピングセンターとして開業。
- 2009年4月22日 - 核テナントの食品スーパー「マルエイ」が撤退。
- 2010年8月10日 - 食品スーパー「生鮮市場木更津」が開業。
- 2013年
  - 4月1日 - B館の地下に船橋競馬場の場外勝馬投票券発売所「f-keiba木更津」を開設[3]。
  - 11月28日 - 12月7日 - 食品スーパー「生鮮市場木更津」が撤退、以降食品スーパーは出店せず。

### スパークルシティ木更津
- 2015年
  - 9月24日 - A館の7 - 8階に木更津市役所の仮庁舎が入居開始。
  - 9月26日 - A館が「スパークルシティ木更津」として開業。
- 2018年
  - 7月1日 - B館B1Fの閉館していたライブハウスが「ライブハウスOSSA」として営業再開。
  - 7月21日 - 木更津市 中央公民館がA館の6FとB館の3Fへ移転。

## 歴史

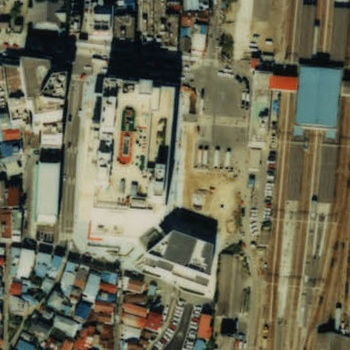
木更津駅西口（再開発後）付近を写した航空写真。画像左が本館、画像下は別館。1988年10月30日撮影。

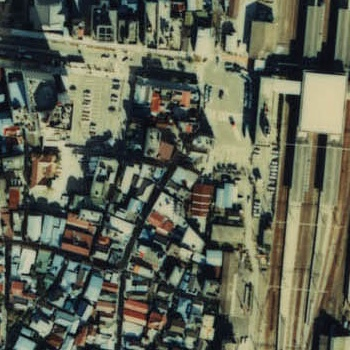
木更津駅西口（再開発前）付近を写した航空写真。1979年度撮影。

### アインスビル
木更津駅西口の市街地再開発事業により建設された。
1988年3月、別の場所にあったサカモトそごうをアンカーストアとして開業。
百貨店オープン時のキャッチフレーズは「木更津が変わる。夢ふくらむ、大きな そごう」。
再開発事業は総事業費として216億円を要しているが、そのうち木更津市が40億円を負担している。
木更津そごうは、南房総で唯一の都市型百貨店となり、最盛期の1991年には189億円の売り上げを記録した。
1997年（平成9年）に、当地と川崎市を結ぶ東京湾アクアラインの開通や、郊外への大型ショッピングセンター進出などによる影響で、1999年の売り上げは91億円に減少。
2000年7月13日、木更津そごうが千葉地裁へ自己破産の申請に併せて閉店。
7月21日には破産宣告を受け、負債総額は241億300万円となった。
後にアインスビルを保有・管理していた第3セクターの木更津都市開発も、負債総額74億7000万円を抱えて、2001年12月22日に千葉地裁へ自己破産を申請。同日に破産宣告を受けた。

### アクア木更津
2003年9月に木更津市が6億円をかけてアインスビルを取得、市から管理・運営の委託を受けた日本総合企画株式会社が約5億円を投じてビルの再建を実施した。
2004年4月28日、アインスは「アクア木更津」と名前を変えてリニューアルオープンした。新たなキーテナントとして激安スーパーのマルエイをA館1Fに迎え入れた他、A館6Fには24時間営業の時間消費型会員制複合レジャー施設であるJJCLUB100、A館7Fには100円ショップのザ・ダイソーがオープンした。
再建の様子は、2004年5月4日にテレビ東京のドキュメンタリー番組である「日経スペシャル ガイアの夜明け ゴーストタウンに人を呼べ! 〜駅前ビル再生に揺れた200日〜」で放送された。
しかし、新たなキーテナントのマルエイも2009年4月22日に閉店してしまう。またビルの管理・運営を委託されていた日本総合企画は2009年5月18日に東京地裁へ民事再生手続の開始を申し立てて倒産、負債総額は約150億円であった。
2009年12月28日に木更津市はビルと土地を売却するために一般競争入札を実施した。契約の条件として、10年間の所有権移転禁止や、2年以内に売り場面積500平方メートル以上の生鮮食料品店を開業させる努力義務などが付されていたものの、予定落札金額の3億9000万円に達する応札が無く、入札は不調に終わった。
市は入札で最高値を提示した有限会社金剛山と個別交渉し、入札価格に1000万円を足した2億9000万円で売却する随意契約を締結した。売却に伴い、B館3Fの木更津市役所駅前連絡所と木更津駅前ホールは、2010年9月に閉鎖された。
売却後に行うリニューアルオープンの企画は、新たにビルのコンサルティングを行うこととなった東京都港区の複合商業施設総合コンサルティング業者である株式会社やまきが行った。「上質なゆとりの時間」をキーコンセプトとして、2010年10月にマリンゲート木更津（仮称）としてリニューアルオープンする予定であった。
2010年8月10日、A館1Fに食品スーパーの「生鮮市場木更津」が開店した。株式会社ベルーフがグロッサリー・日配、株式会社テラバヤシが精肉、伊東水産が鮮魚、有限会社マツトウ青果が青果・惣菜を提供する店舗であったが、2013年11月28日から12月7日にかけて各店舗が順次閉店した。
2013年4月1日、場外勝馬投票券発売所のf-keiba木更津がB館B1Fにオープンした。周辺環境に与える影響を考慮して千葉県競馬組合では初めての会員制を採用し、床面積561平方メートルの施設内に座席105席と自動発払機6窓、有人払戻機1窓を備える。2015年（平成27年）3月21日からは、「J-PLACE木更津」としてJRA全レース（代替開催除く）の勝馬投票券の発売・払戻（会員制）を始めた。

### スパークルシティ木更津として
運営会社の金剛山は「スパークル」へ商号変更を実施した。
A館の建物は改装を再度行い、2015年9月26日に「スパークルシティ木更津」として再開業に至った。
リニューアルと同時に、7 - 8階を木更津市役所の仮庁舎とし、1階には木更津のご当地ヒーローである『鳳神ヤツルギ』をコンセプトにした飲食店を誘致した。
このタイアップ企画として『鳳神ヤツルギ』の制作会社である「ヤツルギ魂」による「スパークルシティ木更津」のヒーローとして「超電光スパークルZ」が登場しており、2016年2月より千葉テレビ放送で特撮ドラマが放送された。
2018年7月、建物北側にウッドデッキを新設。
フリーマーケット、木更津ナチュラルバルなどのイベントを催す区画としている。
B館の地下ライブハウスは2016年より閉鎖としていたが、地元のアイドルグループC-Styleの活動により、2018年7月1日「ライブハウスOSSA」として営業再開。
2020年以降、市の仮庁舎退去後に施設の大半が空き床になる課題が表面化しているが、市役所の移転計画によると2025年4月から新庁舎に移るとしている。
2021年の報道によると完成から30年以上が経過し、老朽化でエレベーターの不具合などが相次いでいるという。

## フロアガイド
現在施設内で営業しているテナントはテナント一覧表を参照。

### 本館
| 階   |                                          |
| ---- | ---------------------------------------- |
| 9F   | カラオケのフロア                         |
| 8F   | 市民サービスのフロア                     |
| 7F   | 市民サービスとテナント、オフィスのフロア |
| 6F   | 公民館と自習室のフロア                   |
| 5F   | ハローワークのフロア                     |
| 4F   | 閉鎖                                     |
| 3F   | 閉鎖                                     |
| 2F   | ラジオ局と教育、専門店のフロア           |
| 1F   | 整骨院と案内所、専門店のフロア           |
| 地下 | 閉鎖                                     |

出典：公式フロアガイド

### B館
| 階   |                            |
| ---- | -------------------------- |
| 3F   | 公民館のフロア             |
| 2F   | 飲食のフロア               |
| 1F   | 観光案内所、飲食のフロア   |
| 地下 | ライブハウスと競馬のフロア |

出典：公式フロアガイド

## 位置
- 北緯35度22分52.3秒 東経139度55分29.68秒 / 北緯35.381194度 東経139.9249111度
- 木更津［北西］ - 地理院地図
- スパークルシティ木更津 - Google マップ

## テレビ番組
- 日経スペシャル ガイアの夜明け ゴーストタウンに人を呼べ 〜駅前ビル再生に揺れた200日〜（2004年5月4日、テレビ東京）[24]。